# Paresberg
Der Paresberg (ladinisch Sas de Crosta, italienisch Monte Pares, 2396 m s.l.m.) ist ein Berg in der Fanesgruppe in den Dolomiten. Es handelt sich dabei um den ersten größeren und felsigen Gipfel im von Nordwesten nach Südosten laufenden Kamm, der das Wengental im Südwesten vom Rautal im Nordosten trennt. Am leichtesten erreichbar ist der im Naturpark Fanes-Sennes-Prags unter Schutz gestellte Berg von Westen aus dem Wengental, einem östlichen Seitental des Gadertals. Auf seiner Nord- und Ostseite ist der Berg sehr felsig und schroff, weniger abweisend ist er von Westen. Vom Gipfel führt ein recht markanter Grat zunächst auf recht gleich bleibender Höhe in südöstlicher Richtung, nach etwas mehr als drei Kilometern biegt der Gratverlauf in südlicher Richtung ab und steigt zur Antonispitze (2655 m) an. Die Aussicht wird im Süden dominiert von den abweisenden Nordabstürzen von Neuner und Zehner.

## Anstiege
Der kürzeste Anstieg startet etwas oberhalb von Wengen am Parkplatz Ciurnadú (1575 m). Von dort geht es zunächst südöstlich, später nördlich über einen sehr steilen Fahrweg hinauf. Vom Fahrweg zweigt der Anstiegsweg zum Paresberg dann in östlicher Richtung ab, wendet sich nochmals kurz nach Süden, bevor in östlicher Richtung recht steil die Höhe des vom Paresberg nach Südosten verlaufenden Grats gewonnen wird. Über den karstigen Südostrücken erreicht man den Gipfel. Das Gipfelkreuz steht dabei nicht am höchsten Punkt, sondern an der von Wengen am besten zu sehenden Erhebung. Im Gipfelbereich gibt es mehrere, annähernd gleich hohe Kuppen, von der am weitesten nördlich vorgelagerten bietet sich ein umfassender Ausblick auf das Rautal und St. Vigil.